# Janusz Julian Głuchowski
Janusz Julian Głuchowski, poljski general, * 1888, † 1964.